# Едуарду да Сілва Насіменту Нето
Едуарду да Сілва Насіменту Нето (порт. Eduardo Neto, нар. 24 жовтня 1988, Салвадор) — бразильський футболіст, захисник клубу «Аваї».

## Ігрова кар'єра
У дорослому футболі дебютував 2006 року виступами за «Байю», в якій провів два сезони.
2008 року перейшов у «Вілла Ріу», проте більшість часу виступав на правах оренди в інших бразильських клубах та в португальській «Бразі».
До складу українського клубу «Таврія» приєднався на правах річної оренди в липні 2012 року. За сезон встиг відіграти за сімферопольську команду 19 матчів в національному чемпіонаті і забити один гол, після чого повернувся на батьківщину.
З 2014 року виступає за клуб «Аваї» у бразильській Серії В.

## Титули і досягнення
- Чемпіон Японії (1):

«Кавасакі Фронтале»: 2017